# 2. Infanterie-Brigade (Deutsches Kaiserreich)
Die 2. Infanterie-Brigade war ein Großverband der Preußischen Armee.

## Vorgeschichte
Der Großverband wurde am 5. September 1818 als Infanterie-Brigade der 4. Division errichtet und Torgau als Hauptquartier zugewiesen. Als sie am 3. April 1820 in 4. Infanterie-Brigade umbenannt wurde, wurde ihr Kommando nach Bromberg verlegt. Die Brigade war der 4. Division, ursprünglich Torgau und ab 1820 Stargard, des II. Armee-Korps, Berlin und ab 1837 Stettin, unterstellt. Ihr gehörten bis 1849 das 14. Infanterie-Regiment und das 21. Infanterie-Regiment an. 1850 wurde das 14. durch das 4. Infanterie-Regiment ersetzt. Am 29. April 1852 wurde die Brigade in 7. Infanterie-Brigade umbenannt.
| Dienstgrad   | Name                                       | Datum             |
| ------------ | ------------------------------------------ | ----------------- |
| Oberst       | Karl Friedrich Ludwig Georg von Uttenhoven | 5. September 1818 |
| Generalmajor | Georg Wilhelm von Lettow                   | 3. August 1820    |
| Generalmajor | Ludwig von Quadt von Hüchtenbruck          | 3. März 1832      |
| Generalmajor | Otto von Diericke                          | 3. März 1833      |
| Generalmajor | Wilhelm von Pückler-Groditz                | 25. März 1841     |
| Generalmajor | Friedrich von Ehrhardt                     | 24. April 1848    |

## Organisation

### Unterstellung
Die Brigade war der I. Armee-Korps in Königsberg unterstellt und Teil der 2. Division in Danzig ab 1890 in Königsberg.
seit 1899
- Armee-Korps: I. Armee-Korps in Königsberg in Preußen
  - Division: 1. Division in Königsberg

seit dem 1. August 1916 selbstständig

### Gliederung

#### 1852–1859
- 5. Infanterie-Regiment in Danzig
- 5. Landwehr-Regiment

#### 1860–1867
- 4. Ostpreußisches Grenadier-Regiment Nr. 5
- 8. Ostpreußisches Infanterie-Regiment Nr. 45 in Graudenz
- 4. Ostpreußisches Landwehr-Regiment Nr. 5

#### 1868–1869
- 4. Ostpreußisches Grenadier-Regiment Nr. 5
- 8. Ostpreußisches Infanterie-Regiment Nr. 45
- 4. Ostpreußisches Landwehr-Regiment Nr. 5 in Graudenz und Thorn
- 8. Ostpreußisches Landwehr-Regiment Nr. 45 in Danzig und Marienburg

#### 1871–1881
- 4. Ostpreußisches Grenadier-Regiment Nr. 5
- Ostpreußisches Füsilier-Regiment Nr. 33 in Danzig
- 4. Ostpreußisches Landwehr-Regiment Nr. 5
- 8. Ostpreußisches Landwehr-Regiment Nr. 45

#### 1881–1888
- 4. Ostpreußisches Grenadier-Regiment Nr. 5
- Infanterie-Regiment Nr. 128 in Danzig
- 4. Ostpreußisches Landwehr-Regiment Nr. 5
- 8. Ostpreußisches Landwehr-Regiment Nr. 45

#### 1889–1890
- Grenadier-Regiment König Friedrich I. (4. Ostpreußisches) Nr. 5
- Infanterie-Regiment Nr. 128

#### 1890–1914
- Grenadier-Regiment König Friedrich Wilhelm I. (2. Ostpreußisches) Nr. 3 in Königsberg und Braunsberg
- Infanterie-Regiment „Herzog Karl von Mecklenburg-Strelitz“ (6. Ostpreußisches) Nr. 43 in Königsberg und Pillau

### Kriegsgliederung

#### 2. August 1914
- Grenadier-Regiment „König Friedrich Wilhelm I.“ (2. Ostpreußisches) Nr. 3
- Infanterie-Regiment „Herzog Karl von Mecklenburg-Strelitz“ (6. Ostpreußisches) Nr. 43

#### 1916
- I. Radfahr-Bataillon
- II. Radfahr-Bataillon
- IV. Radfahr-Bataillon
- V. Radfahr-Bataillon
- VI. Radfahr-Bataillon
- 2 Radfahr-Kompanien
- Sturm-Kompanie 10
- Sturm-Kompanie 18

### Bezirkskommando

#### 1889–1890
- Graudenz
- Neustadt
- Danzig
- Marienburg

#### 1891–1908
- Köningsberg
- Braunsberg

#### 1909–1912
- I. Königsberg
- Braunsberg

#### 1913
- I. Königsberg
- Bartenstein

#### 1914
- I. Königsberg
- II. Königsberg

## Geschichte

### Gründung
Am 29. April 1852 als 4. Infanterie-Brigade neu errichtet. Zum 1. April 1890 wurde ihr Kommando nach Königsberg in Preußen verlegt. Der dortige bisherige Inhaber, die 2. Infanterie-Brigade, wurde nach Gumbinnen verlegt.
Gemäß der Verordnung Nr. 241 der Ausgabe 25 vom 25. Dezember 1867 des Preußischen Armee-Verordnungs-Blattes (AVB) trat zum 1. Januar für den Norddeutschen Bund und das Großherzogtum Hessen die Landwehr-Bezirks-Einteilung in Kraft. Dem 4. Ostpreußischen Landwehr-Regiment Nr. 5 wurden Landwehrbataillone in Graudenz und Thorn, dem 8. Ostpreußischen Landwehr-Regiment Nr. 45 in Danzig und Marienburg zugewiesen.
Beide Brigaden tauschten am 1. April 1902 ihre bisherigen Nummern.
Die 2. Infanterie-Brigade wurde zum 1. August 1916 in Radfahrtruppen umgewandelt und als selbstständige 2. Infanterie-Radfahr-Brigade eingesetzt. Diese nahm im September und Oktober 1917 an den Landungsunternehmen zur Eroberung der baltischen Inseln teil. Als deutsche Polizeimacht war sie vom 1. Mai 1918 bis 24. Juni 1918 als Teil der 94. Infanterie-Division bei der Besetzung von Livland und Estland tätig. Während dieses Einsatzes war ihr das Infanterie-Regiment Nr. 365 untergeordnet.

### Garnison
Das Kommando stand bis zum 1. April 1890 in Danzig und danach bis zu seiner Auflösung 1919 in Königsberg in Preußen.

## Kommandeure

### 4. Infanterie-Brigade
| Dienstgrad   | Name                                  | Datum              |
| ------------ | ------------------------------------- | ------------------ |
| Generalmajor | Friedrich von Stiehle                 | 04. Mai 1852       |
| Generalmajor | Gustav von der Schulenburg            | 10. Mai 1855       |
| Generalmajor | Heinrich Fritze                       | 25. September 1855 |
| Generalmajor | August Wilhelm von Horn               | 15. März 1859      |
| Generalmajor | Georg Friedrich von Großmann          | 06. Mai 1862       |
| Generalmajor | Gustav von Buddenbrock                | 05. Januar 1865    |
| Generalmajor | Kolmar von Debschitz                  | 31. Dezember 1866  |
| Generalmajor | Theobald zu Dohna                     | 13. Januar 1868    |
| Generalmajor | Karl von Zglinitzki                   | 22. März 1868      |
| Generalmajor | Cyrus von Schmeling                   | 28. Mai 1872       |
| Generalmajor | Louis Ferdinand von Michelmann        | 22. März 1873      |
| Generalmajor | Wilhelm von Voss                      | 02. Mai 1874       |
| Generalmajor | Rudolf von Kroseck                    | 03. Februar 1880   |
| Generalmajor | Paul Karl von Lettow-Vorbeck          | 15. April 1884     |
| Generalmajor | Eduard Michaelis                      | 13. Dezember 1888  |
| Generalmajor | Rudolf Adler                          | 16. Januar 1890    |
| Generalmajor | Eduard von Treskow                    | 22. März 1891      |
| Generalmajor | Egbert von Frankenberg und Proschlitz | 18. Juni 1892      |
| Generalmajor | Paul Werckmeister                     | 18. Juni 1896      |
| Generalmajor | Karl Lauprecht                        | 24. Mai 1898       |
| Generalmajor | Friedrich Ferdinand von dem Hagen     | 15. Juni 1899      |

### 2. Infanterie-Brigade
| Dienstgrad   | Name                              | Datum             |
| ------------ | --------------------------------- | ----------------- |
| Generalmajor | Friedrich Ferdinand von dem Hagen | 01. April 1902    |
| Oberst       | Oskar Regenauer                   | 28. Oktober 1902  |
| Generalmajor | Kurt von Medem                    | 27. November 1902 |
| Generalmajor | Arnold von Amelunxen              | 21. Mai 1906      |
| Generalmajor | Hans von Winterfeld               | 25. Februar 1909  |
| Generalmajor | Julius Franz Wilhelm Ammon        | 02. April 1912    |
| Generalmajor | Ernst Mühlenbruch                 | 19. Juli 1913     |
| Oberst       | Conrado Paschen                   | 03. August 1914   |
| Generalmajor | Ernst von Schönfeldt              | 03. April 1915    |
| Generalmajor | Alfred von Quadt-Hüchtenbruck     | 20. Juli 1916     |
| Generalmajor | Max Wohlgemuth                    | 27. Januar 1919   |

## Stellvertretende Kommandeure
| Dienstgrad   | Name                  | Datum                            |
| ------------ | --------------------- | -------------------------------- |
| Oberst       | Ernst Eduard Guttzeit | 18. Juli 1870 – 08. Oktober 1871 |
| Generalmajor | Burkhard von Esebeck  | 02. August 1914                  |
| Generalmajor | Alfred von Sydow      | 15. Januar 1916                  |